# Rupa Goswami

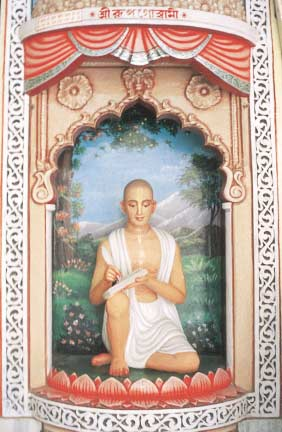
Rupá Gosuami con su ropa de renunciante, escribe una de sus numerosas obras.

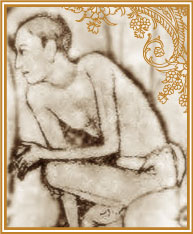
Rupá Gosuami en su época de renunciante.

Rupá Gosuami (1493-1564) fue un escritor y gurú de la India, dentro de la tradición gaudía vaisnava (krisnaísmo bengalí) del hinduismo.
Junto a su hermano Sanatana Gosuami, fue considerado el líder de los Seis Gosuamis de Vrindavan, asociados con el santo hinduista bengalí Chaitania Mahaprabhu, que ellos creían el avatara de Radhá y Krisná.
Rupá dedicó su vida a vivir en Vrindavan, donde decidió dónde se encontraban los diversos bosques donde el dios Krisná había realizado sus hazañas, y escribir acerca de la novedosa teología krisnaísta.
En la teología krisnaísta bengalí, Rupá Gosuami es considerado la encarnación de Rupá Manyari, la líder del grupo de pastorcillas niñas que ―bajo la guía de la gopi Lalita― sirve a las gopis (pastoras adolescentes) que sirven a los eternamente adolescentes Radhá y Krisná.

## Antepasados
Según el Laghu-toshani de Yivá Goswami ―sobrino de Rupá Gosuami―, sus antepasados provenían de Karnataka, en el sur de la India, donde pertenecían a la elevada casta sárasuata brahmana, del gotra (linaje) de Bharad Vaya y eran eruditos en el Iayur-veda. El séptimo ancestro en su genealogía había sido un brahmán llamado Sarvagñá, conocido por el título de yagad-gurú (maestro universal) y había sido un reyezuelo de su provincia. Su hijo, Aniruddha también había sido un pandit y tuvo dos hijos, Jari Jara y Rupéshwara. Mientras Rupesvara era un erudito en las escrituras sagradas, su hermano se especializó como chatría (militar-político). Cuando el padre murió, el reino se dividió entre los dos hermanos. Sin embargo, Jari Jara tomó la tierra de Rupesvara por la fuerza y obligó a la familia a emigrar a Paurastya Desh. El hijo de Rupesvara, Padmanabha, trasladó a su familia a Nabahatta (Naihati), a orillas del río Ganges. Padmanabha tuvo dieciocho hijas y cinco hijos, el menor fue llamado Mukunda (quien sería el abuelo de Rupá).

## Primeros años
Cuando hubo agitación religiosa, el hijo de Mukunda, Kumara Deva, se trasladó a Jessore. Sus hijos fueron Santosha (Rupá), Amara (Sanatana) y Srivallabha (Anupama). Después de la muerte de Kumara Deva, los tres hermanos se trasladaron a Sakurma, cerca de la capital de Gaudadesa (Bengala), donde continuaron sus estudios.
Los tres hermanos se especializaron en niaia (retórica) con el famoso lógico Sarvabhauma Bhattacarya y su hermano Madhusudana Vidia Vachaspati. También estudiaron sánscrito, árabe y persa. Antes o después de esta época se casaron.
El sultán de Bengala, Alauddin Hussein Shah (1493-1519) contrató a Rupá y Sanatana, quienes se tuvieron que convertir al islamismo, lo que motivó que los líderes religiosos de la casta bráhmana los excomulgara de la sociedad hinduista. Rupá recibió el nombre de Dabir i Khas y se convirtió en secretario y escriba de la corte, mientras que Sanatana recibió el nombre de Sakara Mallik y se convirtió en contador de la tesorería.

## Primer encuentro con Chaitania
Rupá y sus dos hermanos vivieron en la capital de la provincia de Bengala, en Ramakeli. En 1514 ―cuando Rupá tenía unos 22 años de edad― conocieron a Chaitania. El santo los convenció con su carisma y les cambió los nombres por Rupá, Sanatana y Anupama. Este encuentro les cambió la vida y decidieron abandonar el servicio del sultán y adoptar la vida de renuncia junto con Chaitania y sus seguidores. Rupá y Anupama abandonaron a sus esposas e hijos, cargaron todas sus pertenencias en dos botes y retornaron a su hogar en Fatiabad (en Jessore), donde regalaron todo. Después enviaron a dos mensajeros a la ciudad santa de Puri (la casa de Chaitania en la provincia de Orissa, en el este-centro de la India) para obtener noticias de sus planes. Los mensajeros regresaron con la noticia de que Chaitania ya se había ido a la ciudad santa de Vrindavan. Rupá y Anupama inmediatamente decidieron ir y le escribieron una carta a Sanatana contándole sus planes y le pidieron que los encontrara en Vrindavana. También le enviaron una bolsa de monedas de oro en caso de necesidad.
El sultán hizo encarcelar a Sanatana por desobediencia, y éste utilizó el dinero para sobornar al carcelero y escapar a la ciudad santa de Varanasi (Benarés, en la costa del Ganges, camino a Vrindavan) para reunirse con Chaitania y sus dos hermanos.

## Segundo encuentro con Chaitania
Rupá y Anupama encontraron a Chaitania en la ciudad santa de Praiag (la actual Prayagraj), pero Chaitania ya había visitado Vrindavan y estaba volviendo a Puri. En el Dasasvamedha Ghat (un famoso balneario sagrado en las orillas del río Ganges), Chaitania le enseñó a Rupá Gosuami todos los entretelones de la doctrina del krisnaísmo bengalí. Le dijo que en su vida tendría dos tareas: vivir en Vrindavan, donde debería localizar y desarrollar los lugares sagrados perdidos en esa aldea, y escribir acerca de la novedosa teología krisnaísta.

## Jagannatha Puri
Por orden de Chaitania, Rupá viajó a Puri y residió allí durante diez meses. En la fiesta anual de Ratha Iatra en el templo de Yagannatha, el joven Rupá (de 22 años) compuso un breve poema que Chaitania le pidió que les leyera a sus compañeros más íntimos. Al escuchar este verso, todos los krisnaístas reunidos elogiaron a Rupá por su composición llena de profunda devoción a Krisná. Debido a esto, proclamaron que Rupá era la encarnación misma de las enseñanzas esotéricas de Chaitania. Debido a esto, los krisnaístas consideran que Rupá Gosuami es el seguidor más importante de Chaitania. Los que siguen en su línea discipular se conocen como rupánugas (seguidores de Rupá).

## En Vrindavan
Rupá y Sanatana se quedaron en Vrindavan el resto de sus vidas. Rupá recorría los alrededores de la aldea decidiendo dónde se encontraban los diversos bosques donde Krisná había realizado sus hazañas.
Gradualmente, Rupá y Sanatana formaron en Vrindávana un grupo de religiosos y estudiosos como Lokanatha Gosuami, Bhugarbha Gosuami, Gopala Bhatta Gosuami, Raghunatha Bhatta Gosuami y Raghunatha Dasa Gosuami.
Utilizó la riqueza de sus seguidores hinduistas más acaudalados para construir el templo de Govindadeva, donde instaló una estatuilla de Krisná que él declaró que había sido la misma que había adorado el bisnieto de Krisná, Vashra Nabha.
Poco después, se les unió también el hijo de Anupama, Yivá Gosuami, a quien Rupá otorgó la iniciación espiritual y entrenó personalmente en las doctrinas del krisnaísmo bengalí.
Rupá Gosuami murió en 1564, a los 73 años de edad. Su samadhi (tumba) se encuentra en el patio del templo Radha-Damodara, en Vrindavana.
En la teología krisnaísta bengalí, Rupá Gosuami es considerado la encarnación de Rupá Manyari, la líder del grupo de pastorcillas niñas que ―bajo la guía de la gopi Lalita― sirve a las gopis (pastoras adolescentes) que sirven a los eternamente adolescentes Radhá y Krisná.

## Obras
Rupa Gosvami escribió una serie de libros de teología, poesía y teatro, en sánscrito. La siguiente es una lista de algunas de sus obras más conocidas:
- Bhakti-rasamrita-sindhu (el mar del néctar de los sabores la devoción): se considera uno de los libros más importantes del krisnaísmo bengalí. En este trabajo, Rupa Gosuami describe minuciosamente los grados de la devoción, desde su etapa más baja (sradá: ‘fe’) hasta la más alta (majá-bhava: ‘gran éxtasis’).
- Ujjvala-nilamani (el zafiro de la pasión): continuación del Bhakti-rasamrita-sindhu. Explica exclusivamente el concepto del madhuria-rasa (‘sabor del amor conyugal’ con Krisná).
- Laghu-Bhagavatamrita (resumen del Bhágavata-amrita): resumen del libro Bhagavatamrita (el néctar acerca de Bhagaván [Krisná]) de Sanatana Gosuami. El libro comienza explicando la naturaleza intrínseca de Krisná y sus encarnaciones; el resto trata sobre los devotos de Krisná.
- Vidagdha-mádhava (1524) y Lalita-mádhava (1529): en 1516, Rupa comenzó a escribir este texto como una única obra de teatro. Después dijo haber tenido una visión de Satiabhama ―una de las reinas de Krisná en Dwaraká―, quien le pidió que dividiera el libro en dos obras de teatro independientes, que completó en vikram samvat de 1581 era Saka (1524) y en 1451 era Saka (1529), respectivamente.[2] El Lalita-mádhava presenta nuevos pasatiempos de Krisná en Dwaraká y el Vidagdha-mádhava narra pasatiempos desconocidos de Krisná en Vrindavan.
- Stavamala (guirnalda de oraciones): recopilación de obras breves de Rupá Gosuami, algunos de los cuales se han publicado en libros separados.
- Daná-keli-kaumudi (el loto del pasatiempo del impuesto) (1549): Rupá escribió esta bhāṇikā (obra de un solo acto) en el año 1471 de la era Saka (1549) y narra el danákeli (el juego de recaudación de impuestos) entre Krisná y las gopis de Vrindavan.
- Sri radha-krisná-ganoddesa-dipika (una lámpara para ver a los Asociados de Radha-Krisná) (1550): En este libro, Rupá Gosuami presenta una lista de los asociados de Radha y Krisná e imagina sus características.
- Mathura-majatmia o Mathura-majimá (las glorias de Mathura): Conversación imaginaria entre Varaja (la encarnación de Visnú como jabalí) y la diosa de la Tierra. Rupá Gosuami explica varios procesos del servicio devocional al citar las declaraciones de varias escrituras hindúes y establece que Mathura destruye todo el karma y proporciona piedad y liberación.
- Uddhava-sandesa (noticias de Uddhava): En este trabajo, Rupá Gosuami narra la leyenda que aparece en el Bhágavata-purana (siglo XI) en que Krisná solicita a su amigo Uddhava que viaje a Vrindavan y tranquilice a sus amigos y amantes, recordándoles de sus pasatiempos con él.
- Jansa-dutam o Sri-jamsaduta-kavia (el cisne mensajero): Desgarrador cuento acerca de cómo Lalita, la amiga de confianza de la pastora Radha, envía un cisne como mensajero al pastor Krisná, convertido en rey en Dwaraka.
- Sri-krishna-yanma-tithi-vidhi (las reglas para la efeméride del nacimiento de Sri Krisná): breve paddhati (manual de adoración ritual) que explica el proceso de adorar a la estatua de Krisná durante el festival de yanmá-stami, el cumpleaños de Krisná celebrada por los krisnaístas en agosto o septiembre.
- Nataka-chandrika (la luna de la dramaturgia): Este libro crea las reglas del teatro krisnaísta bengalí.
- Upadesamrita (el néctar de la instrucción): once versículos con reglas para los aspirantes en el camino de la devoción a Krisná. Originalmente fue parte del Stavamala.
- Brijat-radhá-krisná-ganoddesa-dipika.
- Laghu-radhá-krisná-ganoddesa-dipika.
- Praiukta-akhiata-manyari.
- Padiavali.